# Súrjá
| Provoň mě vůní svou, jíž modré lotosy dýší, kterou nesmrtelní kdysi ke sňatku Súrji snesli, ať nikdo k nám nenávist nemá |
| Atharvavéd 12.1, hymnus na Zemi - Prthiví                                                                                |

Súrjá je védská bohyně, dcera slunečního boha Súrji, nazývaná taktéž Duhitá súrjasja „dcera slunce“, písně o ní byly zpívány při svatbách. Je spojována s božskými blíženci Ašviny a považována za jejich manželku, vůz který blíženci řídí je pak vozem svatebním. Súrjá představuje v Rgvédu archetypální manželku a tak je ve velkém svatebním hymnu 10. 85 Savitarem přivedena měsíčnímu bohu Sómovi, kde Ašvinové vystupují jako družbové či neúspěšní nápadníci. Pozdější Aitaréja bráhmana pak uvádí že Súrja chtěl dát svou dceru za ženu Sómovi, ale bohové, kteří po ní všichni toužili, si prosadili aby její ruku získal vítěz závodu a ten poté vyhráli Ašvinové. Súrja představuje jednu z forem hypotetické indoevropské „dcery slunce“ blízké božským blížencům. To ji spojuje s lotyšskými Saules meitas se vztahem k Dieva dēli a řeckou Helenou se vztahem k Dioskúrům.